# Hikari Kiyama
Hikari Kiyama (Japans: 木山光, Kiyama Hikari) (Konko, 14 oktober 1983) is een Japans componist. 

## Levensloop
Hij studeerde compositie bij Koujiba Tomiko, bij Minoru Miki, Joji Yuasa, Yoriaki Matsudaira en Hosukawa Toshio aan het Tokyo College of Music, aan het Koninklijk Conservatorium in Den Haag en aan het Koninklijk Conservatorium Brussel bij Daniel Capelletti.
Als componist heeft hij een aantal werken op zijn naam staan en hij won in 2002 de Tong Piano Duet Composition Contest.

## Composities

### Werken voor orkest
- 2004: - Concert, voor 2 piano's en orkest
- 2006: - Concert, voor altsaxofoon en orkest
- 2007-2008: - Luminous Orchestra 2008, voor 16 muzikanten
- - Double Concerto EDEN, voor klarinet, harp en orkest

### Werken voor harmonieorkest
- 2008: - Black Symphony
- - Uvala erring, voor harmonieorkest

### Kamermuziek
- 2004: - Guan-sheng-di-qun, concert voor baritonsaxofoon, piano en slagwerk
- 2006: - Rhythm Reflection II, voor houtblaaskwartet

### Werken voor piano
- 2001: - Music For Twins, voor 2 piano's
- 2007: - Eindhoven Festival Composition, voor 20 niet gestemde piano's